# Acerophagus artelles
Acerophagus artelles is een vliesvleugelig insect uit de familie Encyrtidae. De wetenschappelijke naam is voor het eerst geldig gepubliceerd in 2011 door Guerrieri & Noyes.